# Saarnakõrve
Saarnakõrve – wieś w Estonii, w prowincji Harju, w gminie Kõue. Na północ od wsi ma źródła rzeka Lintsi, która wpada do Parnawy.